# Tyla Gang
Tyla Gang, de acordo com a biografia em sua página oficial, foi uma banda de rock da época do punk rock/new wave, idealizada por Sean Tyla após este ter levado a banda de pub rock, Ducks Deluxe, da obscuridade para um relativo estrelato em três anos.

## História
Após tocar com o Ducks Deluxe, Tyla desejava ter um equipamento muito mais agressivo para os ouvidos do público. Vários integrantes foram testados, com algumas demos sendo feitas, mas nada parecia eficiente. Embora o dinheiro fosse curto, Tyla recusou ofertas para produzir a estreia dos Sex Pistols e de aumentar a formação do Motörhead, tal era a determinação para realizar seu objetivo de montar uma banda. Quase um ano após o último concerto do Ducks Deluxe em Londres, ocorrido no mês de junho de 1975, o Tyla Gang se forma; sendo constituído por Sean Tyla (vocais principais / guitarra e teclados), Bruce Irvine (guitarras), Brian "Kid" Turrington (baixo / guitarra e vocais), Michael Desmarais (bateria).
Tocam em turnê com AC/DC, Rush, Golden Earring, Pat Travers e os Doctors of Madness. Tyla Gang se tornou o primeiro grupo britânico a assinar com a etiqueta californiana, Beserkley Records. Depois de serem cortejados pela Island, Polydor e Chrysalis, com um interlúdio fugaz com a Stiff Records, que resultou no lançamento do single contendo "Styrofoam" / "Texas Chainsaw Massacre Boogie", escolheram a Beserkley como plataforma de lançamentos para uma invasão no mercado dos EUA. Sua primeira gravação após assinarem, o álbum Yachtless, de 1977, recebeu divulgação nas rádios FM dos Estados Unidos e cimentou a banda como um ato de grande atração na Europa; carimbados pelo seu desempenho vitorioso e aclamados pela crítica no International Punk Festival, em Mont-de-Marsan, na França, naquele mesmo ano.
Lamentavelmente, a Beserkley Records entrou em dificuldades financeiras e as vendas, resultantes da exposição nas rádios, não foram preenchidas. Em 1978 lançam outro disco pela mesma companhia, Moonproof, produzido por Kenny Laguna e Mathew King Kaufman. Durante este período de dificuldades, Brian Turrington deixa a banda por causa de motivos pessoais, sendo substituído por Ken Whaley no baixo. Continuam suas turnês no Reino Unido e na Europa, registrando um terceiro álbum em setembro, para descobrir, em novembro, que a Beserkley Records tinha encerrado suas operações fora dos Estados Unidos. Tinham começado a mixar o novo álbum em São Francisco, mas este acabou por ser arquivado e se perdeu. O grupo Tyla Gang se dissolve e Sean Tyla embarca em carreira solo, com sede na Alemanha, aposentando-se em 1985.

## Peel Sessions
Em sua curta trajetória, o Tyla Gang gravou os programas da BBC, Peel Sessions, em maio e outubro de 1977, voltando para mais uma última gravação em 9 de agosto de 1978.

## Relançamentos
No ano de 2003, a gravadora Mystic Records anunciou o lançamento dos discos Yachtless, com duas músicas extra, e Moonproof, com seis músicas extra, em CD. O texto diz que "Sean Tyla - membro fundador das lendas do pub rock Ducks Deluxe - mas os Tyla Gang foram formados em 1976 e Yachtless foi seu primeiro lançamento, em 1977. "Hurricane", a faixa de abertura do álbum, foi um hit na Alemanha". A respeito de Moonproof, a página cita que "O álbum foi lançado originalmente em 1978" e que "em seu pico, a banda ficou em #31 na Suécia e #60 na Alemanha. O mesmo selo anuncia também o lançamento dos dois álbuns de Sean Tyla, gravados após o fim do Tyla Gang, Just Popped Out e Redneck In Babylon.

## Discografia

### Álbuns de estúdio
- Yachtless (1977) - Beserkley Records BSERK 11 - UK
- Moonproof (1978) - Beserkley Records BSERK 16 - UK

### Singles
- 7" "Styrofoam" / "Texas Chainsaw Massacre Boogie" (1976) - Stiff Records
- 7" "Suicide Jockey" / "Cannons of The Boogie Night" (1977) - Skydog Records
- 7" "Dust on The Needle" / "Pool Hall Punks" (1978) - Beserkley Records - BZZ5
- 7" "Tropical Love" / "Walking The Dog - Live" (1978) - Beserkley Records - BZZ15
- 7" EP Sean's Demos, contendo "Suicide Jockey" / "It's Only Rock 'n' Roll (But It Gets Up Your Nose)" / "Mad Muchachos" / "Cannons of The Boogie Night". De acordo com o Discogs, este EP não possui selo e foi "dado de graça com as primeiras 5.000 cópias do álbum de estreia".